# Eschata
Eschata és un gènere d'arnes de la família Crambidae.

## Taxonomia
- Eschata aida Błeszyński, 1970
- Eschata argentata Moore, 1888
- Eschata chrysargyria (Walker, 1865)
- Eschata conspurcata Moore, 1888
- Eschata gelida Walker, 1856
- Eschata hainanensis Wang & Sung, 1981
- Eschata himalaica Błeszyński, 1965
- Eschata horrida Wang & Sung, 1981
- Eschata irrorata Hampson, 1919
- Eschata isabella Błeszyński, 1965
- Eschata melanocera Hampson, 1896
- Eschata minuta Wang & Sung, 1981
- Eschata miranda Błeszyński, 1965
- Eschata ochreipes Hampson, 1891
- Eschata percandida Swinhoe, 1890
- Eschata quadrispinea W. Li & Liu, 2012
- Eschata radiata Swinhoe, 1906
- Eschata rembrandti Błeszyński, 1970
- Eschata rififi Błeszyński, 1965
- Eschata rococo Błeszyński, 1970
- Eschata shafferella Błeszyński, 1965
- Eschata shanghaiensis Wang & Sung, 1981
- Eschata smithi Błeszyński, 1970
- Eschata tricornia Song & Chen in Chen, Song & Yuan, 2003
- Eschata truncata Song & Chen in Chen, Song & Yuan, 2003
- Eschata xanthocera Hampson, 1896
- Eschata xanthorhyncha Hampson, 1896